# 네발가락코끼리땃쥐
네발가락코끼리땃쥐 또는 네발가락센지(Petrodromus tetradactylus)는 코끼리땃쥐과에 속하는 포유류의 일종이다. 네발가락코끼리땃쥐속(Petrodromus)의 유일종이다. 큰코코끼리땃쥐속과 작은귀코끼리땃쥐속, 코끼리땃쥐속의 3개 속과 함께 코끼리땃쥐목을 구성한다. 이 종은 아프리카의 특정 지역에서만 발견되며, 근연종들에 비해 작은 편이다. 이 종에 대한 포괄적인 정보는 부족한 편이다.